# Алехандро Поленс
Алехандро Поленс (на испански: Alejandro Pohlenz) е мексикански писател и сценарист на теленовели. От 1991 г. до 2007 г. е в тандем с продуцента Емилио Лароса, за чиито продукции Поленс разработва либретата въз основа на идеите на Лароса. От 2011 г. до 2016 г. е сценарист на теленовелите, продуцирани от Хуан Осорио.

## Творчество

### Оригинални истории
- Мечта за любов (2016) с Хуан Осорио
- Любов без грим (2007) със Салвадор Гарсини
- Безчувствена жена (2004/05) по идея на Емилио Лароса
- Пътища на любовта (2002/03) по идея на Емилио Лароса
- Приятелки и съпернички (2001) по идея на Емилио Лароса
- Измамени жени (1999/2000) по идея на Емилио Лароса
- Първа част на Здраве, пари и любов (1997) по идея на Емилио Лароса
- Ти и аз (1996/97) с Вероника Суарес, по идея на Емилио Лароса
- Голямата награда (1995/96) с Вероника Суарес, по идея на Емилио Лароса
- Да започнеш отново (1994/95) с Вероника Суарес, по идея на Емилио Лароса
- Две жени, един път (1993/94) с Вероника Суарес, по идея на Емилио Лароса
- Магическа младост (1992/93) с Вероника Суарес, по идея на Емилио Лароса
- Момичета (1991/92) с Вероника Суарес, по идея на Емилио Лароса

### Адаптации
- Земя на надеждата (2023) с Мария Чавес и Фабиола Лопес Нери, версия от Хосе Алберто Кастро и Ванеса Варела, базирана на теленовелата Имението от Умберто "Кико" Оливиери
- Дъщери на Луната (2018) с Палмира Олгин, базирана на теленовелата Las Juanas от Бернардо Ромеро Перейро
- Моето сърце е твое (2014) с Марсия дел Рио и Пабло Ферер, базирана на сериала Ana y los 7 от Ана Обрегон
- Защото любовта командва (2012) с Мария дел Рио и Рикардо Техеда, базирана на теленовелата El secretario от Йорг Илер, Клаудия Санчес и Каталина Кой
- Семейство с късмет (2011/12) с Марсия дел Рио, Нора Алеман и Мария Антониета Калу Гутиерес, базирана на теленовелата Los Roldán от Адриана Лоренсон и Марио Шахрис
- Втора част на Дума на жена (2007/08) базирана на теленовелата El amor tiene cara de mujer от Нене Каскаяр
- Втора част на Най-красивата грозница (2006/07) с Палмира Олгин, базирана на теленовелата Грозната Бети от Фернандо Гайтан
- Мечтателки (1998/99) със Саул Перес Сантана и Педро Пабло Кинтания, по идея на Емилио Лароса, Росио Табоада и Браулио Педроса

### Литературни редакции
- На ръба на смъртта (1991) с Вероника Суарес, оригинална идея и адаптация от Фернанда Вийели и Марсия Янсе

### Нови версии, пренаписани от други
- Приятелки и съпернички (2007) (версия на Приятелки и съпернички) от Летисия Дорнелес
- Момиченца като теб (2007) (версия на Момичета) от Емилио Лароса, Вероника Суарес и Рикардо Барона

### Книги
- La media naranja (2018)

## Награди и номинации
- Награди TVyNovelas

| Година | Категория                       | Теленовела         | Резултат  |
| ------ | ------------------------------- | ------------------ | --------- |
| 2015   | Най-добра история или адаптация | Моето сърце е твое | Номиниран |
| 1996   | Най-добра оригинална история    | Голямата награда   | Печели    |

- Награди TV Adicto Golden Awards (Мексико) 2018

| Категория           | Теленовела       | Резултат |
| ------------------- | ---------------- | -------- |
| Най-добра адаптация | Дъщери на Луната | Печели   |